# Château de Lacan
 (mai 2023).
- Si vous ne connaissez pas le sujet, laissez ce bandeau (vous pouvez alors contacter les auteurs).
- Si vous supprimez le contenu mis en cause (vous pouvez préalablement contacter les auteurs),

argumentez précisément cette suppression dans la page de discussion
(un manque de référence n'est pas un argument ; une recherche réelle de référence doit avoir été effectuée, être formellement documentée).
Le château de Lacan, est un château situé à Jonquières, dans le Tarn (France).

## Historique
Il n'existe pas d'informations historiques sur le château de Lacan, qui date très probablement du XIXe siècle.

## Architecture
Le château de Lacan est un corps de logis construit selon un plan en U. Les deux ailes latérales encadrent une terrasse surélevée, ouverte au nord. Elles ne sont pas symétriques l'une de l'autre, l'aile ouest étant à la fois moins haute et moins large que celle de l'est. Le bâtiment s'élève sur trois étages, et la façade principale se découpe en trois travées.